# Lès
Das Wort lès, auch lez oder les (aus lat. latus, „Seite“), ist eine archaische französische Präposition mit der Bedeutung „bei“, „in der Nähe von“ (ohne selbst Teil davon zu sein). Sie kommt heute nur noch in Ortsnamen zur Unterscheidung gleichnamiger Orte vor. Mit dem Plural-Artikel les hat sie nichts zu tun.

## Beispiele
- Marseilles-lès-Aubigny
- Sainte-Foy-lès-Lyon
- Flines-lez-Raches
- Lys-lez-Lannoy
- Avesnes-les-Aubert